# Stefan Popov

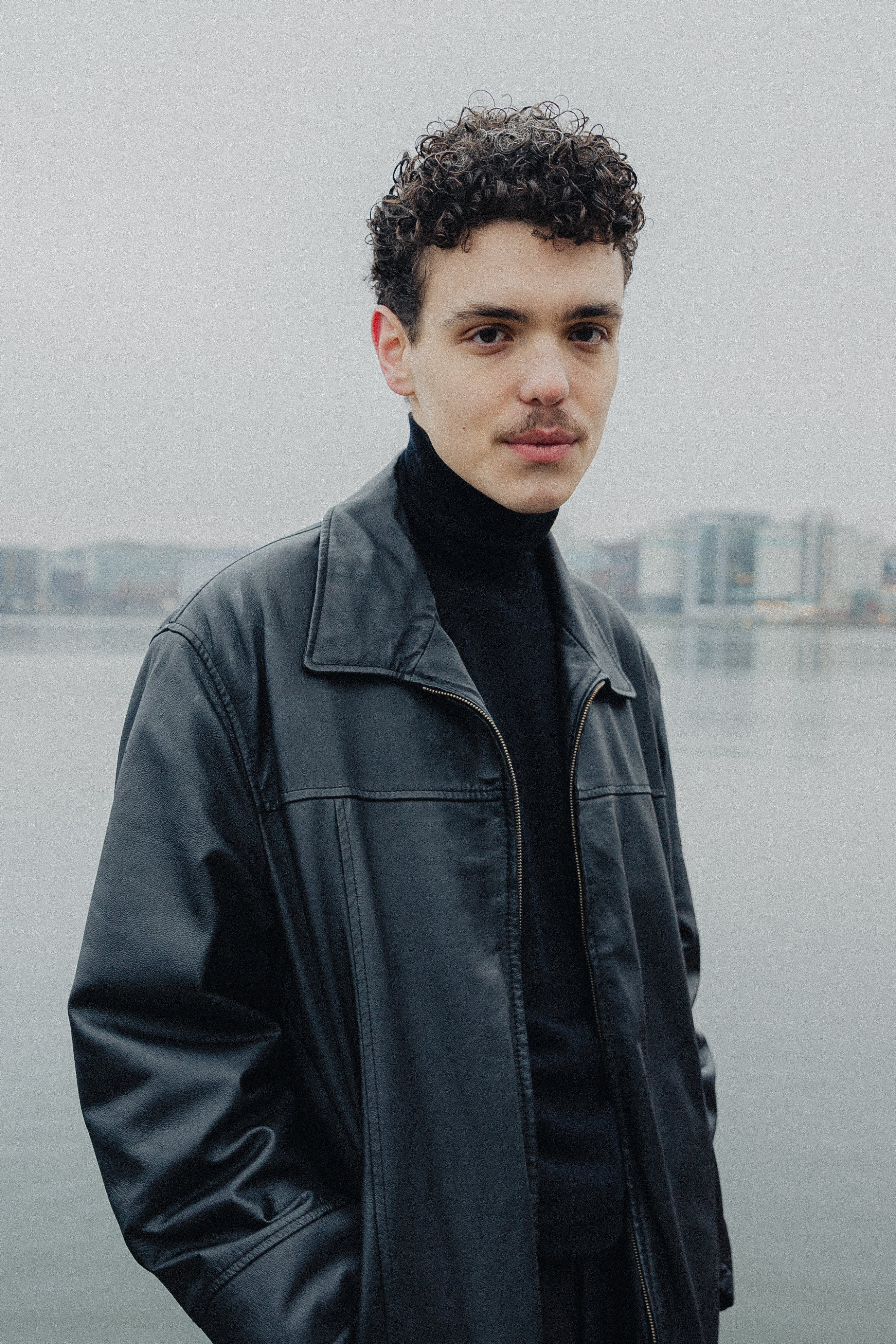
Stefan Popov.

Stefan Popov, född 2001, är en skådespelare från Stockholm. År 2017 medverkade han i kortfilmen Gathering. I april 2023 debuterade han som en av huvudrollsinnehavarna i SVT-Serien Hack my Heart.